# História do LSD
A dietilamida do ácido lisérgico (LSD) foi sintetizada pela primeira vez em 16 de novembro de 1938, pelo químico suíço Albert Hofmann nos laboratórios Sandoz em Basileia, Suíça. Somente cinco anos depois, em 19 de abril de 1943, as propriedades psicodélicas foram descobertas.

## Descoberta

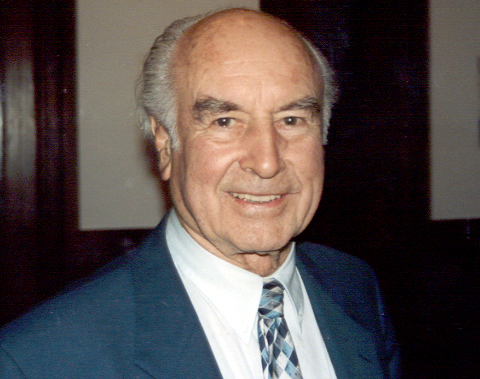
Albert Hofmann sintetizou o LSD pela primeira vez.

Albert Hofmann, nascido na Suíça, juntou-se ao departamento farmacêutico-químico dos Laboratórios Sandoz, localizados em Basileia, como um colaborador do professor Arthur Stoll, fundador e diretor do departamento farmacêutico. Ele começou a estudar a planta medicinal cila e o fungo ergot como parte de um programa para purificar e sintetizar constituintes ativos para uso como produtos farmacêuticos. Sua principal contribuição foi elucidar a estrutura química do núcleo comum dos glicosídeos de Scilla (um princípio ativo da cila mediterrânea). Enquanto pesquisava derivados do ácido lisérgico, Hofmann sintetizou o LSD pela primeira vez em 16 de novembro de 1938. A principal intenção da síntese era obter um estimulante respiratório e circulatório (um analéptico). Foi deixado de lado por cinco anos, até 16 de abril de 1943, quando Hofmann decidiu dar uma segunda olhada nele. Ao ressintetizar o LSD, ele acidentalmente absorveu uma pequena quantidade da droga e descobriu seus efeitos. Ele descreveu o que sentiu como sendo:
... afetado por uma inquietação notável, combinada com uma leve tontura. Em casa, deitei-me e mergulhei num estado nada desagradável, semelhante a uma embriaguez, caracterizado por uma imaginação extremamente estimulada. Em estado de sonho, com os olhos fechados (achei a luz do dia desagradavelmente ofuscante), percebi um fluxo ininterrupto de imagens fantásticas, formas extraordinárias com um jogo de cores intenso e caleidoscópio. Após cerca de duas horas, esse estado desapareceu.

### Dia da Bicicleta
Em 19 de abril de 1943, Hofmann ingeriu 0,25 miligramas (250 microgramas) da substância, que ele estimou ser uma pequena dose, mas que na verdade é cerca de 10 vezes a quantidade mínima que produz um efeito psicodélico. Entre uma e duas horas depois, Hofmann experimentou mudanças lentas e graduais em sua percepção. Ele pediu à sua assistente de laboratório, Susi Ramstein, que o acompanhasse para casa. Como era costume em Basileia, eles fizeram a viagem de bicicleta. No caminho, a condição de Hofmann se deteriorou rapidamente enquanto ele lutava contra sentimentos de ansiedade, alternando suas crenças de que o vizinho era uma bruxa malévola, que ele estava ficando louco e que o LSD o havia envenenado. Quando o médico da casa chegou, no entanto, ele não conseguiu detectar nenhuma anormalidade física, exceto por um par de pupilas amplamente dilatadas. Hofmann ficou tranquilo e logo seu terror começou a dar lugar a uma sensação de boa sorte e prazer, como ele escreveu mais tarde:
... Aos poucos, pude começar a apreciar as cores e os jogos de formas sem precedentes que persistiam por trás dos meus olhos fechados. Imagens caleidoscópicas e fantásticas surgiam em mim, alternando-se, variegadas, abrindo-se e fechando-se em círculos e espirais, explodindo em fontes coloridas, rearranjando-se e hibridizando-se em fluxo constante...
Os eventos desta primeira viagem de LSD, agora conhecida como " Dia da Bicicleta", provaram a Hofmann que ele realmente havia feito uma descoberta significativa: uma substância psicoativa com potência extraordinária, capaz de causar mudanças significativas de consciência em doses incrivelmente baixas (O termo viagem foi cunhado pela primeira vez por cientistas do Exército dos Estados Unidos durante a década de 1950, quando eles estavam experimentando LSD). Hofmann previu a droga como uma poderosa ferramenta psiquiátrica; devido à sua natureza intensa e introspectiva, ele não conseguia imaginar alguém usando-a recreativamente.
O Dia da Bicicleta é uma celebração informal em 19 de abril do aniversário desta primeira viagem de LSD e da revolução psicodélica em geral. Às vezes é comemorado andando de bicicleta sob efeito de psicodélicos e/ou em um desfile, e frequentemente com festividades com tema psicodélico. A celebração do Dia da Bicicleta teve origem em DeKalb, Illinois, em 1985, quando Thomas B. Roberts, então professor na Northern Illinois University, inventou o nome "Dia da Bicicleta" ao fundar a primeira celebração em sua casa. Vários anos depois, ele enviou um anúncio feito por um de seus alunos para amigos e listas da internet, propagando, assim, a ideia e a celebração. Sua intenção original era comemorar a exposição original e acidental de Hofmann em 16 de abril, mas essa data caiu no meio da semana e não era um bom momento para a festa, então ele escolheu o dia 19 para homenagear a primeira exposição intencional de Hofmann.

### Publicação
A descoberta do LSD foi publicada pela primeira vez na literatura científica por Hofmann e seu colega psiquiatra Werner Stoll em 1943, e os efeitos alucinógenos do LSD foram publicados pela primeira vez por Stoll em 1947.

## Uso psiquiátrico
A Sandoz fabricou LSD para uso em pesquisa e forneceu ampolas a pesquisadores qualificados sob o nome comercial Delysid em 1947.
O LSD foi trazido à atenção dos Estados Unidos em 1949 pelos Laboratórios Sandoz porque eles acreditavam que o LSD poderia ter aplicações clínicas.
Ao longo da década de 1950, a grande mídia noticiou pesquisas sobre o LSD e seu crescente uso em psiquiatria, e estudantes de psicologia que utilizavam LSD como parte de sua formação descreveram os efeitos da droga. A revista Time publicou seis relatórios positivos sobre o LSD entre 1954 e 1959.
O LSD foi originalmente percebido como um psicotomimético capaz de produzir psicose modelo. Em meados da década de 1950, a pesquisa sobre LSD estava sendo conduzida nos principais centros médicos americanos, onde os pesquisadores usavam o LSD como um meio de replicar temporariamente os efeitos da doença mental. Uma das principais autoridades em LSD durante a década de 1950 nos Estados Unidos foi o psicanalista Sidney Cohen. Cohen tomou a droga pela primeira vez em 12 de outubro de 1955 e esperava ter uma viagem desagradável, mas ficou surpreso quando não experimentou "nenhum delírio confuso e desorientado". Ele relatou que os "problemas e esforços, as preocupações e frustrações da vida cotidiana desapareceram; em seu lugar estava uma quietude interior majestosa, iluminada pelo sol e celestial". Cohen imediatamente começou seus próprios experimentos com LSD com a ajuda de Aldous Huxley, que ele conheceu em 1955. Em 1957, com a ajuda da psicóloga Betty Eisner, Cohen começou a testar se o LSD poderia ou não ter um efeito útil na facilitação da psicoterapia, na cura do alcoolismo e no aumento da criatividade. Entre 1957 e 1958, eles trataram 22 pacientes que tinham pequenos transtornos de personalidade. O LSD também foi dado a artistas para rastrear sua deterioração mental, mas Huxley acreditava que o LSD poderia aumentar sua criatividade. Entre 1958 e 1962, o psiquiatra Oscar Janiger testou LSD em mais de 100 pintores, escritores e compositores.
Em um estudo no final da década de 1950, Humphry Osmond deu LSD a alcoólatras dos Alcoólicos Anônimos que não conseguiram parar de beber. Após um ano, cerca de 50% do grupo de estudo não havia bebido nada — uma taxa de sucesso que nunca foi duplicada por nenhum outro meio. Bill Wilson, o fundador dos Alcoólicos Anônimos, participou de experimentos supervisionados por médicos sobre os efeitos do LSD no alcoolismo e acreditava que o LSD poderia ser usado para curar alcoólatras.
No Reino Unido, o uso de LSD foi iniciado por Ronald A. Sandison em 1952, no Hospital Powick, Worcestershire. Uma unidade especial de LSD foi criada em 1958. Depois que Sandison deixou o hospital em 1964, o superintendente médico Arthur Spencer assumiu e continuou o uso clínico da droga até que ela foi retirada em 1965. No total, 683 pacientes foram tratados com LSD em 13.785 sessões separadas em Powick, mas Spencer foi o último membro da equipe médica a usá-lo.
Do final da década de 1940 até meados da década de 1970, extensas pesquisas e testes foram conduzidos com LSD. Durante um período de 15 anos, iniciado em 1950, pesquisas sobre LSD e outros alucinógenos geraram mais de 1.000 artigos científicos, várias dezenas de livros e seis conferências internacionais. No total, o LSD foi prescrito como tratamento para mais de 40.000 pacientes. O astro de cinema Cary Grant foi um dos muitos homens, durante as décadas de 1950 e 1960, que receberam LSD em conjunto com psicoterapia. Muitos psiquiatras começaram a usar a droga recreativamente e a compartilhá-la com amigos. Os experimentos de Timothy Leary disseminaram o uso de LSD para um segmento muito mais amplo da população em geral.
A Sandoz interrompeu a produção de LSD em agosto de 1965, após crescentes protestos governamentais contra sua proliferação entre a população em geral. O Instituto Nacional de Saúde Mental dos Estados Unidos distribuía LSD de forma limitada para pesquisas científicas. O estudo científico do LSD cessou em grande parte por volta de 1980, com o declínio do financiamento para pesquisas, e os governos passaram a temer a permissão de tais pesquisas, temendo que seus resultados pudessem incentivar o uso ilícito de LSD. No final do século XX, restavam poucos pesquisadores autorizados, e seus esforços se concentravam principalmente no estabelecimento de protocolos aprovados para o desenvolvimento de trabalhos com LSD, visando a aliviar o sofrimento de moribundos e de dependentes químicos e alcoólatras.
Um estudo de 2014 mostrou evidências de que o LSD pode ter benefícios terapêuticos no tratamento da ansiedade associada a doenças potencialmente fatais. Rick Doblin, um pesquisador americano de drogas, descreveu o trabalho como "uma prova de conceito" que, segundo ele, permitiria "quebrar essas substâncias do molde da contracultura e trazê-las de volta ao laboratório como parte de um renascimento psicodélico".
Oito indivíduos receberam uma dose completa de 200 microgramas de LSD, enquanto outros quatro receberam um décimo dessa dose. Os participantes então participaram de duas sessões de terapia assistida por LSD com intervalo de duas a três semanas. Os indivíduos que tomaram a dose completa apresentaram reduções na ansiedade em média de 20%, enquanto aqueles que receberam a dose baixa relataram ficar mais ansiosos.
Quando os participantes que tomaram a dose baixa foram trocados para a dose completa, também apresentaram redução da ansiedade, com os efeitos positivos durando até um ano. Os efeitos do medicamento em si duraram até 10 horas, com os participantes conversando com Gasser durante toda a experiência.
“Estes resultados indicam que, quando administrado com segurança num ambiente psicoterapêutico supervisionado por um médico e com metodologia rigorosa, o LSD pode reduzir a ansiedade”, conclui o estudo, “sugerindo que são necessários estudos controlados mais alargados”.

## Resistência e proibição

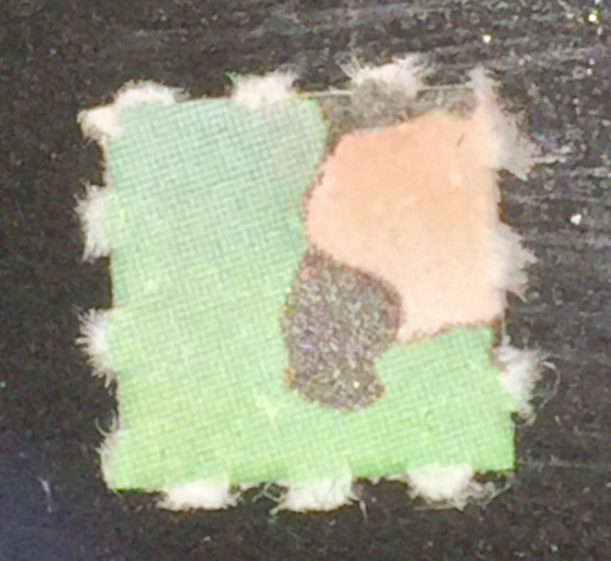
Mata-borrão de LSD

Em meados da década de 1960, a reação contra o uso do LSD e seus efeitos corrosivos percebidos sobre os valores culturais resultaram em ações governamentais para restringir a disponibilidade da droga, tornando seu uso ilegal. O LSD foi declarado uma substância da "Tabela I", designando legalmente que a droga tem um "alto potencial para abuso" e não possui nenhum "uso médico atualmente aceito em tratamento". O LSD foi retirado da circulação legal. A Administração de Repressão às Drogas alegou:
Embora as observações iniciais sobre os benefícios do LSD fossem altamente otimistas, os dados empíricos desenvolvidos posteriormente mostraram-se menos promissores... Seu uso em pesquisas científicas tem sido extenso e generalizado. Embora o estudo do LSD e de outros alucinógenos tenha aumentado a conscientização sobre como as substâncias químicas podem afetar a mente, seu uso em psicoterapia tem sido amplamente desmascarado. Não produz efeitos afrodisíacos, não aumenta a criatividade, não tem efeito positivo duradouro no tratamento de alcoólatras ou criminosos, não produz uma "psicose modelo" e não gera mudança imediata de personalidade.
No entanto, estudos com drogas confirmaram que os poderosos efeitos alucinógenos desta droga podem produzir reações adversas profundas, como reações agudas de pânico, crises psicóticas e "flashbacks", especialmente em usuários mal equipados para lidar com esse trauma.
Os governadores de Nevada e da Califórnia sancionaram projetos de lei em 30 de maio de 1966, tornando-os os dois primeiros estados americanos a proibir a fabricação, a venda e a posse da droga. A lei entrou em vigor imediatamente em Nevada, e em 6 de outubro de 1966, na Califórnia. Outros estados dos EUA e muitos outros países logo seguiram com proibições semelhantes.

## Pesquisa secreta do governo
A Agência Central de Inteligência dos EUA (CIA) se interessou pelo LSD quando leu relatos alegando que prisioneiros americanos durante a Guerra da Coreia estavam sofrendo lavagem cerebral com o uso de algum tipo de droga ou "soro da mentira". O LSD foi a peça central original do projeto MKULTRA, um empreendimento secreto e ambicioso conduzido entre as décadas de 1950 e 1970, projetado para explorar as possibilidades do controle mental farmacêutico. Centenas de participantes, incluindo agentes da CIA, funcionários do governo, militares, prostitutas, membros do público em geral e pacientes mentais receberam LSD, muitos sem seu conhecimento ou consentimento. Os experimentos frequentemente envolviam tortura psicológica severa. Para se proteger contra reações externas, médicos conduziram experimentos em clínicas e laboratórios onde os indivíduos eram monitorados por máquinas de eletroencefalografia e tinham suas palavras gravadas. Alguns estudos investigaram se drogas, estresse ou condições ambientais específicas poderiam ser usadas para quebrar prisioneiros ou induzir confissões.
A CIA também criou a Sociedade para a Investigação da Ecologia Humana, que era uma frente de financiamento da CIA que fornecia subsídios a cientistas sociais e pesquisadores médicos que investigavam questões de interesse relacionadas ao programa MKULTRA. Entre 1960 e 1963, a CIA doou US$ 856.782 em subsídios para diferentes organizações. Os pesquisadores finalmente concluíram que os efeitos do LSD eram muito variados e incontroláveis para torná-lo de qualquer uso prático como um soro da verdade, e o projeto passou para outras substâncias. Levaria décadas até que o governo dos EUA admitisse a existência do projeto e oferecesse desculpas às famílias daqueles que foram forçados a participar dos experimentos. Durante esse período, o uso do LSD para guerra psicoquímica estava sob consideração e teste, entre outras substâncias. Buscando replicar os efeitos do gás nervoso criado pelos alemães durante a Segunda Guerra Mundial, sem a toxicidade, o LSD foi procurado para uso sob o pretexto de que poderia induzir histeria e psicoses, ou pelo menos a incapacidade de lutar sem a destruição em massa do inimigo e de suas propriedades. Milhares de testes com voluntários foram realizados no Arsenal Edgewood, em Maryland, com a conclusão final de que o LSD era imprevisível e incontrolável demais para qualquer uso tático.

## Uso recreativo

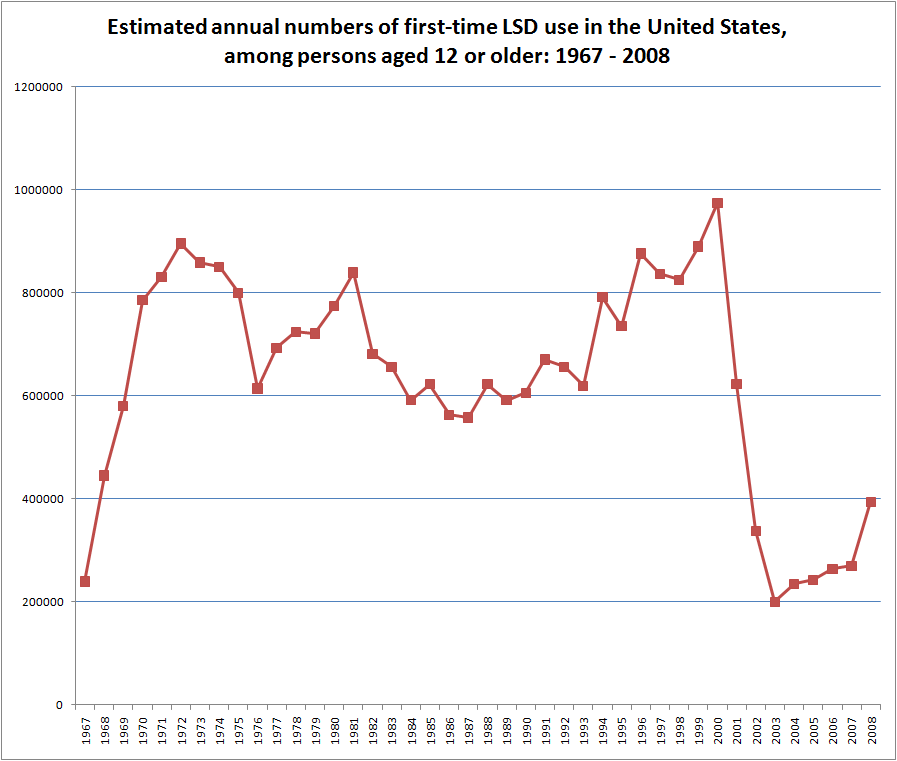
Números anuais estimados de uso de LSD pela primeira vez nos Estados Unidos entre pessoas com 12 anos ou mais: 1967–2008

### De 1960 a 1980
O LSD começou a ser usado recreativamente em certos círculos (geralmente médicos). Principalmente acadêmicos e profissionais médicos, que se familiarizaram com o LSD em seu trabalho, começaram a usá-lo e a compartilhá-lo com amigos e colegas. Um dos primeiros a fazê-lo foi o psiquiatra britânico Humphry Osmond.

#### Subcultura psicodélica
O historiador do LSD Jay Stevens, autor do livro de 1987 Storming Heaven: LSD and the American Dream, disse que nos primeiros dias de seu uso recreativo, os usuários de LSD (que eram na época principalmente acadêmicos e profissionais médicos) se dividiam em dois grupos amplamente delineados. O primeiro grupo, que era essencialmente conservador e exemplificado por Aldous Huxley, achava que o LSD era muito poderoso e perigoso para permitir sua introdução imediata e generalizada, e que seu uso deveria ser restrito aos membros da 'elite' da sociedade – artistas, escritores, cientistas – que poderiam mediar sua distribuição gradual por toda a sociedade. O segundo grupo, mais radical, tipificado por Richard Alpert e Timothy Leary, achava que o LSD tinha o poder de revolucionar a sociedade e que deveria ser espalhado o mais amplamente possível e estar disponível para todos.
Durante a década de 1960, esse segundo "grupo" de usuários casuais de LSD evoluiu e se expandiu, tornando-se uma subcultura que exaltava o simbolismo místico e religioso frequentemente engendrado pelos poderosos efeitos da droga e defendia seu uso como método de conscientização. As personalidades associadas à subcultura incluíam gurus espirituais como Leary e músicos de rock psicodélico como Grateful Dead, Jimi Hendrix, Pink Floyd, Jefferson Airplane e The Beatles, e logo atraíram grande publicidade, gerando ainda mais interesse pelo LSD.
A popularização do LSD fora do mundo médico foi acelerada quando indivíduos como o autor Ken Kesey participaram de testes com medicamentos e gostaram do que viram. Tom Wolfe escreveu um relato amplamente lido sobre os primeiros dias da entrada do LSD no mundo não acadêmico em seu livro The Electric Kool-Aid Acid Test, que documentou a viagem de Kesey e os Merry Pranksters pelo país, movidos a ácido, no ônibus psicodélico Furthur e as festas posteriores de LSD, Acid Tests, dos Pranksters.
Em 1965, os laboratórios Sandoz interromperam seus envios, ainda legais, de LSD para os Estados Unidos, para pesquisa e uso psiquiátrico, após um pedido do governo americano, preocupado com seu uso. Em abril de 1966, o uso de LSD havia se tornado tão difundido que a revista Time alertou sobre seus perigos.
Em dezembro de 1966, o filme de exploração Hallucination Generation foi lançado, seguido pelos filmes The Trip em 1967 e Psych-Out em 1968.

#### Músicos e LSD
Em 27 de março de 1965, os membros dos Beatles John Lennon e George Harrison (e suas esposas) foram dosados com LSD sem sua permissão por seu dentista, John Riley. Lennon mencionou o incidente em sua famosa entrevista de 1970 para a Rolling Stone, mas o nome do dentista foi revelado apenas em 2006. Em 24 de agosto de 1965, Lennon, Harrison e Ringo Starr fizeram sua segunda viagem com LSD. O ator Peter Fonda disse repetidamente "Eu sei como é estar morto" para John Lennon durante uma viagem de LSD. John Lennon escreveu "Lucy in the Sky with Diamonds", uma canção fantasiosa que muitos presumiram que se referia ao LSD, embora ele sempre tenha negado a conexão como coincidência. As canções "She Said She Said" e "Tomorrow Never Knows", do álbum Revolver dos Beatles, fazem referências explícitas a viagens de LSD, e muitos versos de "Tomorrow Never Knows" foram retirados do livro The Psychedelic Experience, de Timothy Leary. Na mesma época, bandas como Pink Floyd, Jefferson Airplane e The Grateful Dead ajudaram a dar origem a um gênero conhecido como rock psicodélico ou acid rock. Em 1965, Pretty Things lançou um álbum chamado Get the Picture?, que incluía uma faixa intitulada "L.S.D."
O LSD virou manchete no início de 1967, e os Beatles admitiram ter estado sob a influência de LSD. No início do ano, o tabloide britânico News of the World publicou uma série de três semanas sobre "festas de drogas", promovidas pelo grupo de rock The Moody Blues e frequentadas por grandes estrelas, incluindo Donovan, Pete Townshend, do The Who, e o baterista do Cream, Ginger Baker. Em grande parte como resultado do conluio entre os jornalistas do News of the World e o Esquadrão Antidrogas de Londres, muitas estrelas pop, incluindo Donovan e os membros dos Rolling Stones, Mick Jagger e Keith Richards, foram presas por porte de drogas, embora nenhuma das prisões envolvesse LSD.
O FBI sugeriu em documentos agora desclassificados que o Grateful Dead foi responsável por introduzir o LSD nos EUA. O Grateful Dead era a "banda da casa" nos Acid Tests de Ken Kesey e Merry Pranksters. Essas festas de formato livre apresentaram o LSD a muitas pessoas na Costa Oeste pela primeira vez, conforme documentado em The Electric Kool-Aid Acid Test, de Tom Wolfe, e Searching for the Sound, de Phil Lesh. O historiador Jesse Jarnow descreve como os shows do Grateful Dead serviram como a principal rede de distribuição de LSD nos Estados Unidos na segunda metade do século XX.
Em 1992, Mike Dirnt, do Green Day, compôs a famosa linha de baixo de "Longview" sob a influência de LSD. Em uma entrevista, o vocalista e guitarrista do Green Day, Billie Joe Armstrong, relembrou que chegou à casa deles e viu Mike sentado no chão com as pupilas dilatadas, segurando seu baixo. Mike olhou para Billie e exclamou: "Escutem isso!"

#### Produção de LSD
Durante a década de 1960 e início da década de 1970, a cultura das drogas adotou o LSD como a droga psicodélica de escolha, particularmente entre a comunidade hippie. No entanto, a popularidade do LSD diminuiu drasticamente em meados da década de 1970. Esse declínio se deveu à publicidade negativa centrada nos efeitos colaterais do uso de LSD, sua criminalização e a crescente eficácia dos esforços de repressão às drogas, em vez de novas informações médicas. O último país a produzir LSD legalmente (até 1975) foi a Tchecoslováquia; durante a década de 1960, LSD de alta qualidade foi importado do país para a Califórnia, um fato relatado por Leary em The Politics of Ecstasy.
Victor James Kapur foi o primeiro "laboratório de ácido" produzido internamente no Reino Unido. Até então, todo o LSD era importado dos EUA ou era produto remanescente da Sandoz, antes de esta parar de produzir LSD. Em 1967, Kapur foi flagrado distribuindo 19 gramas de LSD cristalino e, posteriormente, a polícia invadiu seus dois laboratórios. Um ficava nos fundos da farmácia de Kapur e outro, maior, ficava em uma garagem que ele alugou de um amigo de seu cunhado.
Um segundo grupo foi desmantelado em 1969. Um laboratório em Kent e um apartamento em Londres foram invadidos simultaneamente e quantidades de equipamento e LSD foram apreendidos, juntamente com os dois homens que fabricavam o LSD, Quentin Theobald e Peter Simmons.
A disponibilidade de LSD foi drasticamente reduzida no final da década de 1970 devido a uma combinação de controles governamentais e aplicação da lei. O fornecimento de substâncias químicas constituintes, incluindo ácido lisérgico, que foi usado para a produção de LSD na década de 1960, e tartarato de ergotamina, que foi usado para produção na década de 1970, foram colocados sob forte vigilância e o financiamento governamental para a pesquisa de LSD foi quase eliminado. Esses esforços foram aumentados por uma série de grandes apreensões na Inglaterra e na Europa. Uma das mais famosas foi a Operação Julie na Grã-Bretanha em 1978, nomeada em homenagem ao primeiro nome da oficial do esquadrão antidrogas envolvida; ela desmantelou uma das maiores operações de fabricação e distribuição de LSD do mundo naquela época, liderada pelo químico Richard Kemp. O grupo visado pela força-tarefa Julie tinha a reputação de ter ligações com a misteriosa Irmandade do Amor Eterno e com Ronald Stark.

### Após a década de 1980
O LSD fez um retorno na década de 1980 acompanhando o advento do uso recreativo de MDMA, primeiro nas subculturas punk e gótica por meio de casas de dança, depois na década de 1990 por meio da cena acid house e da subcultura rave. O uso e a disponibilidade de LSD diminuíram drasticamente após uma invasão de um laboratório de LSD em grande escala em 2000. O laboratório era administrado por William Leonard Pickard (que cumpriu 17 anos de uma sentença de duas penas perpétuas em uma prisão federal dos EUA em Tucson, AZ) e Clyde Apperson (agora cumprindo 30 anos de prisão). Gordon Todd Skinner, que era dono da propriedade em que o laboratório em grande escala estava operando, veio à DEA procurando trabalhar como informante. Ele e sua então namorada Krystle Cole estavam intimamente envolvidos no caso, mas não foram acusados na apreensão. O laboratório supostamente produzia um quilo de LSD a cada cinco semanas, e o governo dos EUA afirma que o fornecimento de LSD caiu 90% após a apreensão. Na década após a crise, a disponibilidade e o uso do LSD aumentaram gradualmente. Desde o final da década de 1980, também houve um renascimento da pesquisa sobre psicodélicos de forma mais ampla, que, nos últimos anos, incluiu estudos pré-clínicos e clínicos envolvendo LSD e outros compostos, como membros da família 2C e psilocibina. Em particular, um estudo divulgado em 2012 destacou a extraordinária eficácia do LSD no tratamento do alcoolismo.
Em novembro de 2015, a revista Rolling Stone relatou um número crescente de jovens profissionais, particularmente na área de São Francisco, que estavam usando "microdosagem" (cerca de 10 microgramas) de LSD em um esforço para "resolver problemas técnicos e se tornar mais inovadores". Em 2018, o livro How to Change Your Mind, de Michael Pollan, tornou-se um best-seller nº 1 do The New York Times, e uma adaptação cinematográfica documental em quatro partes do livro foi lançada em 2022. Em 2020, Oregon se tornou o primeiro estado dos EUA a descriminalizar a posse de pequenas quantidades de LSD.